# Cascades Godchinamalaki
Les cascades Godachinmalki són unes cascades situades al riu Markandeya, al districte de Belgaum, Gokak Taluk, Karnataka, Índia. Es troben a 15 km de Gokak i a 40 km de Belgaum. Estan situades en una vall verda i profunda.
Les cascades de Godachinmalki, també conegudes com les cascades de Markandeya, es troben en una vall humida, que es pot accedir caminant des del poble de Godachinamalaki, o amb vehicle a través de dos camins forestals irregulars de 2 km (un és el camí de Malebail creuant el pont de Godachinamalki, i un altre és camí de Gurusiddeshwar Temple (Hatti Siddeshwar). També es pot accedir a peu des de Nirvaneshwara Matha, a prop de Yogikolla. Per arribar a les cascades de Godachinamalki des de Belgaum fins a Ankalagi, Pachhapur i Mavanur, hi ha un servei freqüent d'autobusos cap a Belgaum i Gokak, i l'estació de tren més propera és la de Pachhapur, que es troba a uns 8 km i hi ha un tren de Belgaum a Miraj, la majoria de tots els trens s'aturen a l'estació de Pachhapur.
En realitat, hi ha dues caigudes d'aigua. La primera caiguda del riu Markandeya és d'uns 25 metres d'alçada i l'aigua cau a una vall rocosa. Després d'un curt recorregut per la vall rocosa, hi ha una caiguda des d'una alçada d'uns 20 metres.
A 10 km de distància, les carenes de Gokak estan situades des de Godachinamalki fins a Melmanahatti i Maradimath.
Més endavant, el riu Markandeya s'uneix al riu Ghataprabha, prop de Gokak.
Dins d'un radi de 6 km hi ha dues preses; una construïda al riu Ghataprabha (presa de Hidkal) i una altra (presa de Shirur) a través del riu Markandeya. El millor moment per visitar aquests llocs és de juny a setembre.